# СКИФ Cyberia

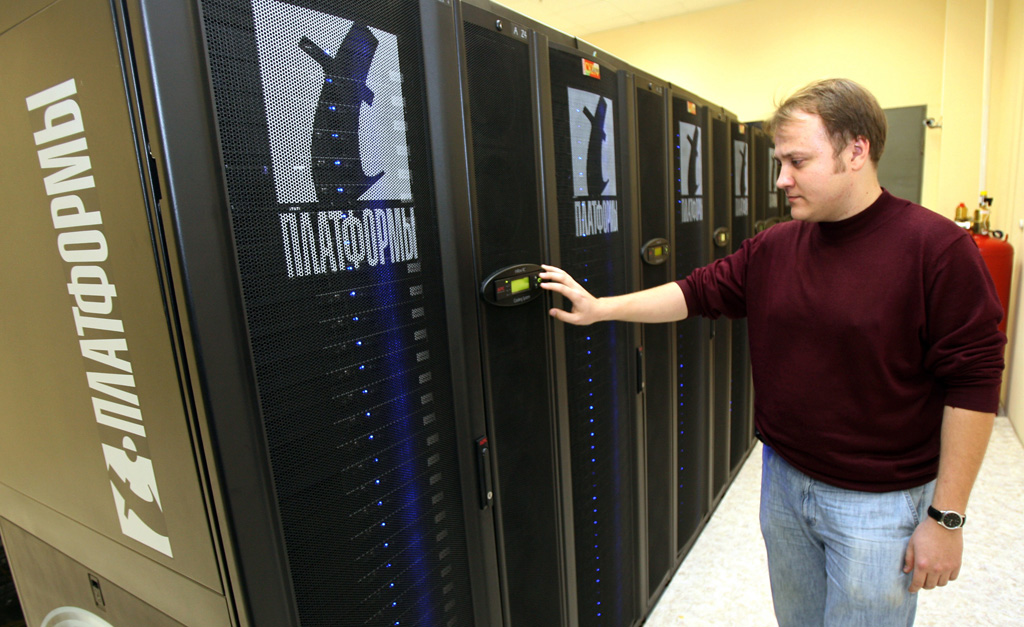
СКИФ Cyberia

СКИФ Cyberia — российский суперкомпьютер, созданный в 2007 году специалистами российской компании «Т-Платформы» и работающий в Томском государственном университете. Производительность системы в стандартном тесте Linpack составляет 8,9 TFLOPS — по этому показателю СКИФ Cyberia на апрель 2007 года являлся самым мощным суперкомпьютером в СНГ.
В суперкомпьютере имеется 283 вычислительных узла, содержащих, в общей сложности, 566 двухъядерных процессоров Intel Xeon серии 5150.
В 2012 году компьютер имеет уже 640 вычислительных узлов, 12 Тб оперативной памяти и 100 Тб дискового пространства. Пиковая производительность составляет 62,3 TFLOPS.
На 2018 год в компьютере 640 вычислительных узлов, 11,808 Тб оперативной памяти и 360 Тб внешнего дискового пространства. Пиковая производительность 106,82 TFLOPS, на тесте Linpack - 78.29 TFLOPS. Потребляемая мощность равна 300 кВт.
Среди задач, которые могут быть решены с помощью нового суперкомпьютера, исполнительный директор программы СКИФ от России, член-корреспондент РАН Сергей Абрамов назвал «комплексный экологический мониторинг атмосферы и гидросферы, контроль над разливом рек, распространением пожаров и эпидемий, рациональное использование лесных и минеральных ресурсов, новые конкурентоспособные методы разведки нефтегазовых месторождений, восстановление загрязненных почв, проектирование ракетно-космической техники и безопасного шахтного оборудования, создание новых видов ракетного топлива и сверхтвёрдых покрытий с помощью нанотехнологий».

## Примечание
1. СКИФ (суперкомпьютеры)